# 1999 CO99
1999 CO99 är en asteroid i huvudbältet som upptäcktes den 10 februari 1999 av LINEAR i Socorro County, New Mexico.
Asteroiden har en diameter på ungefär 6 kilometer och den tillhör asteroidgruppen Eunomia.